# Antenne AC
Antenne AC est une station de radio locale privée implantée à Würselen, en Rhénanie-du-Nord-Westphalie.

## Histoire
Antenne AC est la radio locale de la région urbaine d'Aix-la-Chapelle depuis le 18 novembre 2010 et succède donc à 107,8 Antenne AC et Radio Aachen. Son premier rédacteur en chef est Alfons Lauströer. Antenne AC a d'abord son siège au Drimbornshof à Eschweiler-Dürwiß et reprend le programme de soutien de RTL Radio. Antenna AC diffuse depuis les studios actuels de l'aéroport d'Aachen-Merzbruck en 2003. Le 11 janvier 2010, Antenne AC revient sur le réseau de transmission avec Radio NRW.

## Réception
La radio atteint environ 1,5 million de personnes de la région urbaine d'Aix-la-Chapelle via ses quatre fréquences terrestres.

### Source de la traduction
- (de) Cet article est partiellement ou en totalité issu de l’article de Wikipédia en allemand intitulé « Antenne AC » (voir la liste des auteurs).